# Anolis brasiliensis
Espèce
Synonymes
- Anolis chrysolepis brasiliensis Vanzolini & Williams, 1970
- Norops brasiliensis (Vanzolini & Williams, 1970)

Anolis brasiliensis est une espèce de sauriens de la famille des Dactyloidae. 

## Répartition
Cette espèce est endémique du Brésil. Elle se rencontre au Maranhão, au Piauí, au Ceará, au Pará, au Tocantins, au Goiás, au Minas Gerais, au Mato Grosso, dans l'État de São Paulo et dans le District fédéral.

## Étymologie
Son nom d'espèce, composé de brasili[a] et du suffixe latin -ensis, « qui vit dans, qui habite », lui a été donné en référence au lieu de sa découverte, le Brésil.

## Publication originale
- Vanzolini & Williams, 1970 : South American anoles: the geographic differentiation and evolution of the Anolis chrysolepis species group (Sauria, Iguanidae). Arquivos de Zoologia, São Paulo, vol. 19, p. 1-298.